# Wild Rose (Wisconsin)
Wild Rose est un village du comté de Waushara, dans l'État du Wisconsin, aux États-Unis. En 2020, il comptait une population de 780 habitants.